# El Liceo Artístico y Literario Español
El Liceo Artístico y Literario Español fue una revista editada en Madrid a lo largo de 1838.

## Descripción
Era impresa en Madrid, en la imprenta de la Compañía Tipográfica. Su primer número se publicó en enero de 1838, apareciendo mensualmente en cuadernos de unas 48 páginas de  0,170 x 0, 099 m. El primer volumen contaba de dos partes: la primera de 198 páginas y la segunda de 145. La publicación fue órgano del Liceo Artístico y Literario de Madrid.
Incluyó textos de autores como Luis González Brabo, Antonio María Esquivel, José Musso y Valiente, José de Espronceda, Serafín Estébanez Calderón, Santos López Pelegrín, José Zorrilla, Antonio de los Ríos Rosas, Ventura de la Vega, Gabriel García y Tassara y Ramón de Mesonero Romanos, entre otros.